# 미미쿠스
《미미쿠스》(라틴어: mímĭcus)는 대한민국 네이버 나우 등에서 공개된 웹드라마이다. 대한민국의 가상의 고등학교인 대한공연예술고등학교와 가상의 연예 기획사인 JJ 엔터테인먼트 등이 극중 배경으로, 청소년의 자아 정체성에 관한 이야기를 그린다.
플레이리스트에서 제작되었다. 《에이틴》, 《에이틴 2》 등의 연출을 맡았던 한수지가 연출하며, 웹툰 《악마와 계약연애》 등을 집필한 바 있는 장진의 드라마 데뷔작이다. 대한공연예술고등학교 등은 계원예술대학교와 연성대학교 일대에서 촬영되었다.
《미미쿠스》는 2022년 4월부터 제작에 돌입하여 7월 22일부터 공개되었다. 이후 9월 14일 16화를 끝으로 종영하였다.

## 시놉시스
《미미쿠스》는 총 16회로 진행되며 네이버 나우 등에서 2022년 7월 22일 오후 7시(한국 표준시)부터 매주 수요일과 금요일 오후 7시에 방영되었다. 대한공연예술고등학교 학생들과 JJ엔터테인먼트 기획사 사람들을 중심으로 이야기를 다룬다. 등장 인물들은 진로와 자아 정체성, 대인관계 등에 대하여 고민하며 각자의 문제를 해결하기 위하여 노력한다.

### 의태
《미미쿠스》 극 중에서는 의태, 극 중 표현으로 '미믹(영어: mimic)'이 등장한다. 이 미믹으로 극 중 등장 인물들이 대립의 갈등 구조를 드러낸다.

### 방영 목록
| #  | 제목                          | 중심 등장 인물         | 최초 방영 일자  |
| -- | ----------------------------- | ---------------------- | --------------- |
| 1  | 예고에 대한 환상이 깨졌다.    | 한유성                 | 2022년 7월 22일 |
| 2  | 그 애가 전학 왔다             | 한유성, 지수빈         | 2022년 7월 27일 |
| 3  | 아이돌 센터, 그만할까?        | 오로시                 | 2022년 7월 29일 |
| 4  | 두 남자가 신경쓰이기 시작했다 | 한유성, 오로시, 지수빈 | 2022년 8월 3일  |
| 5  | 비밀을 다 알게 됐다           | 지수빈                 | 2022년 8월 5일  |
| 6  | 친구들이 나를 의심한다.       | 오로시, 신다라         | 2022년 8월 10일 |
| 7  | 왜 이렇게까지 해?             | 한유성, 신다라         | 2022년 8월 12일 |
| 8  | 너한테는 말하고 싶어          | 한유성, 오로시         | 2022년 8월 17일 |
| 9  | 나한테 대체 원하는게 뭐야?    | 오로시, 지수빈         | 2022년 8월 19일 |
| 10 | 전교생 앞에서 쓰러졌다        | 오로시, 신다라         | 2022년 8월 24일 |
| 11 | 좋아하지 마, 그건 안 돼.      | 지수빈                 | 2022년 8월 26일 |
| 12 | 삐뚤어지기로 결심했다         | 오로시                 | 2022년 8월 31일 |
| 13 | 너 나 좋아해?                 | 오로시                 | 2022년 9월 2일  |
| 14 | 아이돌과 열애설 터졌다        | 한유성, 신다라         | 2022년 9월 7일  |
| 15 | 위험한 반격의 서막            | 한유성, 지수빈         | 2022년 9월 9일  |
| 16 | 가짜는 없어                   | 한유성                 | 2022년 9월 14일 |

## 공개 시간
다음은 《미미쿠스》의 대한민국 공개 채널들의 공개 시간 일람이다.
| 공개 채널   | 공개 기간                       | 공개 시각           |
| ----------- | ------------------------------- | ------------------- |
| 네이버 나우 | 2022년 7월 22일~2022년 9월 14일 | 매주 수·금요일 19시 |
| 유튜브      | 2022년 7월 22일~2022년 8월 10일 | 매주 수·금요일 21시 |

## 등장 인물

### 주요 인물
- 유영재: 한유성(아역: 정현준) 역 ― 대한공연예술고등학교 실용무용과 학생
- 조유리: 오로시 역 ― 걸 그룹 ICE의 멤버, 대한공연예술고등학교 실용무용과 학생
- 김윤우: 지수빈(아역: 기은유) 역 ― JJ엔터테인먼트 연습생, 대한공연예술고등학교 실용무용과 학생
- 나나: 신다라 역 ― 유튜버, 대한공연예술고등학교 실용무용과 학생

### 한유성의 주변 인물
- 김지성: 한주미 역 ― 한유성의 어머니, 대한공연예술고등학교 동문, 전직 무용수

### 오로시의 주변 인물
- 정지우: 채나 역 ― 걸 그룹 ICE의 리더
- 민선경: 린 역 ― 걸 그룹 ICE의 멤버
- 백하이: 솔아 역 ― 걸 그룹 ICE의 멤버

### 지수빈의 주변 인물
- 이윤지: 이미연 역 ― 지수빈의 어머니, JJ엔터테인먼트 대표, 대한공연예술고등학교 동문
- 오재웅: 우재영 역 ― JJ엔터테인먼트 연습생 동료
- 김범진: 조이사역 ― JJ엔터테인먼트 이사

### 대한공연예술고등학교 인물
- 우지한: 현우(아역: 양지우) 역
- 강유찬: 방유찬 역
- 이형훈: 강인혁 역 ― 대한공연예술고등학교 교사

### 그 외 인물
- 이주미: 하우스키퍼1 역 ― 한유성과 한주미의 집에서 일하는 하우스키퍼
- 옥주리: 하우스키퍼2 역 ― 지수빈과 이미연의 집에서 일하는 하우스키퍼

### 특별 출연
- 해윤: 해윤 역 ― 대한예술고등학교 학생
- 메이: 메이 역 ― 대한예술고등학교 학생
- 레미: 레미 역 ― 대한예술고등학교 학생
- 성훈: 성훈 역 ― 대한예술고등학교 학생
- 김우석: 김우석 역
- 수현: 김수현 역 ― 대한예술고등학교 학생
- 이장준: 이장준 역 ― 대한예술고등학교 학생
- 전웅: 전웅 역 ― 대한예술고등학교 학생
- 우연: 대한예술고등학교 학생 역
- 김병곤: 강사 역

## 수상 목록
- 2023년 제18회 서울 드라마 어워즈 아이돌챔프 아티스트상 (성훈)

## 제작

### 기획
제작사인 플레이리스트는 자사의 작품을 하나로 묶는 세계관인 이른바 '플리버스'를 확장시키기 위해 2022년 작품을 준비한다. 세계관 내 '대공예'로 존재하던 가상의 공연예술고등학교를 배경으로 작품을 준비하였고, 2022년 제작하여 공개를 앞둔 것으로 알려졌다. 플레이리스트는 《미미쿠스》를 통해 '하이틴 드라마' 제작 경쟁력을 높이고, OTT 서비스 드라마 업계에서 영향력을 확대하기 위한 목적도 있는 것으로 알려졌다.
《미미쿠스》의 제목은 라틴어 mímĭcus의 발음을 한글로 음차한 단어이며, '흉내내는', '가짜의' 등의 의미가 있다. 또한 기획 단계에서 문어의 한 종류인 흉내문어(학명: Thaumoctopus mimicus, 영어: Mimic octopus)에서 모티브를 얻은 흔적이 있다.

### 캐스팅
당초 《미미쿠스》가 플레이리스트로부터 최초 공개되었을 때 유영재, 조유리 등 주연 배우 4명에 대한 정보만 공개되었다. 캐스팅에 대하여 《미미쿠스》를 연출한 한수지는, 예술고등학교라는 소재를 살리기 위하여 아이돌 가수 출신 배우들을 대부분의 주연으로 기용했다고 밝혔다.
2022년 4월 크랭크인 소식이 전해지며 오재웅과 김명찬 등이 조연으로 합류했음이 공개되었다. 그 외에 JTBC 드라마 《제3의 매력》에 출연 후 드라마 출연이 없던 이윤지가 《미미쿠스》에 캐스팅 된 것으로 알려졌다.

### 사운드트랙
다음은 오리지널 사운드트랙(OST) 싱글 앨범에 포함된 곡들이며, 정렬기준은 출시 순입니다.
| # | 싱글 정보                                                                               | 트랙 리스트                                             |
| - | --------------------------------------------------------------------------------------- | ------------------------------------------------------- |
| 1 | 구해줘 - 아티스트: ENHYPEN - 발매일: 2022년 8월 12일 - 레이블: 플레이리스트             | - 1. 구해줘 - 2. 구해줘 (Inst.)                         |
| 2 | 껴안자 - 아티스트: 수민 - 발매일: 2022년 8월 27일 - 레이블: 플레이리스트                | - 1. 껴안자                                             |
| 3 | Let's Get Together - 아티스트: 에이티즈 - 발매일: 2022년 9월 9일 - 레이블: 플레이리스트 | - 1. Let's Get Together - 2. Let's Get Together (Inst.) |

## 세계 각국에서의 방영

### 일본
일본에서는 OTT 서비스 ABEMA를 통해 《MIMICUS》 라는 제목으로 방영되고 있다. 공개 이후 한류 콘텐츠 분야에서 인기리에 방영되고 있는 것으로 알려졌다.

### 타이완
타이완 등에서는 OTT 서비스 LINE TV를 통해 《Mimicus 模仿者》 라는 제목으로 방영되고 있다.